# Otia Iosseliani
Otia (Otija) Iosseliani (georgisch ოტია იოსელიანი; * 16. Juni 1930 in Gwischtibi, Imeretien, Georgien; † 14. Juli 2011 in Zqaltubo, Imeretien, Georgien) war ein georgischer Schriftsteller und Dramatiker.

## Leben
Otia Iosseliani studierte am Pädagogischen Institut in Kutaissi georgische Sprache, Literatur und Psychologie, später an der Kunstakademie.
1957 veröffentlichte er sein erstes Kinderbuch, Türnachbarn. 1960 folgte ein Abenteuerbuch, Die Abenteuer eines kopflosen Jungen. 1959 bis 1961 nahm er an einem Lehrgang am Moskauer Literaturinstitut teil, wurde freier Schriftsteller. Im gleichen Jahr veröffentlichte er den Roman Sternenfall und sein Theaterstück Ein Mann erträgt das nur einmal wurde am Staatlichen Rustaweli Theater in Tiflis uraufgeführt.
Seine Werke wurden in 17 Sprachen übersetzt, darunter auch ins Deutsche und Englische. Iosseliani wohnte zusammen mit seiner Lebensgefährtin in Gwischtibi bei Zqaltubo in der Region Imeretien.

## Werke

### Erzählungen
- Türnachbarn, 1957
- Die Abenteuer eines kopflosen Jungen, 1960
- Novellen, 1960
- Ich und die Liebe, 1963
- Hinter neun Bergen, 1963
- Erzählungen, 1967
- Auf dem Weg zu Mühle, 1966
- Datschis Märchen, 1977
- Die Abenteuer des Jungen ohne Kopf, 1977
- Neue Novellen, 1981
- Wohin ich rannte, wo ich stürzte, 1983
- Zehn Gegengebote, 1985
- Ohne Weg und ohne Steg, 1991

### Romane
- Sternenfall, 1961
- Gefangener der Gefangenen, 1964
- Es war einmal eine Frau, 1966
- Der Soldat ist zurückgekehrt, 1967
- Der schwarze und der blaue Fluß, Teil 1: 1976, Teil 2: 1979
- Das Auge des Dorfes
- Die Frau ging aus, den Mann zu betrügen, 1985

### Dramen
- Ein Mann erträgt das nur einmal, 1961
- Bis der Karren umstürzt, 1964
- Sechs alte Jungfern und ein Mann